# Де Лапланш-Мортьер, Клод Жозеф
Клод Жозеф де Лапланш-Мортьер (фр. Claude Joseph de Laplanche-Morthières; 1772—1806) — французский военный деятель, бригадный генерал (1803 год), участник революционных и наполеоновских войн.

## Биография
Начал службу 25 апреля 1785 года пажом в Большой Конюшне при дворе короля, 6 февраля 1788 года вступил в Нормандский пехотный полк. 9 марта 1791 года на борту фрегата «Ля семийянт» отплыл к Мартинике и Сан-Доминго в составе экспедиционных войк. В начале 1791 года на этом же фрегате возвращался обратно во Францию, когда 27 мая был четырежды ранен пулей в бою у мыса Финистерре.
Вернувшись в строй, воевал в Вандее. Произведён генералом Гошем в полковники в 1796 году, и назначен командиром 1-го легиона франков, который 22 сентября 1797 года стал 14-й полубригадой лёгкой пехоты. Участвовал в неудачной Ирландской экспедиции. Затем служил в Самбро-Мааской армии, проявил большую храбрость в сражении у Нойвида 18 апреля 1797 года. Вновь ранен пулей в правое бедро в деле у Фельдкирха 23 марта 1798 года. В рядах Рейнской армии отличился при Энгене, Мёсскирхе, Биберахе, Ландсхуте и Гогенлиндене.
2 октября 1802 года назначен старшим адъютантом дворца правительства. В августе произведён в бригадные генералы. 21 декабря 1803 года возглавил бригаду дивизии гренадер в Аррасе. 20 октября 1804 года отправился в Гавр, чтобы развернуть 4 батальона гренадер резерва.
29 августа 1805 года его бригада стала частью 5-го армейского корпуса Великой Армии. Блестяще провёл Австрийскую кампанию 1805 года.
4 апреля 1806 года с бригадой прибывает в Италию, 20 сентября был назначен комендантом Анконы. Умер от оспы 28 октября 1806 года в Кьети.

## Воинские звания
- Младший лейтенант (6 февраля 1788 года);
- Лейтенант (20 марта 1791 года);
- Капитан (9 июля 1792 года);
- Командир батальона (1793 год);
- Полковник (14 сентября 1796 года);
- Бригадный генерал (29 августа 1803 года).

## Награды
Легионер ордена Почётного легиона (11 декабря 1803 года)
 Командан ордена Почётного легиона (14 июня 1804 года)